# معاشرة جسدية
المعاشرة الجسدية أو الاتصال الجنسي هو تعبير ملطف، يُستعمل في مصطلحات قانونية تعبيراً مكنياً للجماع.

## نصوص الكتاب المقدس
تدلّ المعاشرة على عيش إنسان مع آخر ومخالطته، واستعملَ في الكتاب المقدس بمعنى جماع.
من أمثلة ذلك ما ذُكر في الجزء الأول من الكتاب المقدس، كتاب التكوين، حيث وُصف كيف أنجب آدم وحواء طفلهما الأول:
": «وَعَاشَرَ  آدَمُ حَوَّاءَ زَوْجَتَهُ فَحَبِلَتْ، وَوَلَدَتْ ابْناً أَسْمَتْهُ قايين إِذْ قَالَتْ: «اقْتَنَيْتُ رَجُلاً مِنْ عِنْدِ الرَّبِّ». - تكوين 4: 1 .
واستعمل الفعل Know كنايةً عن الجماع في نسخة الكتاب المقدس الإنكليزية

## الاستعمال القانوني
تُستعمل ألفاظ «اتصال جنسي» و«سلوك جنسي»، و«وقاع»، و«وطء»، للكناية عن الجماع، مقابلاً للمصطلح الإنكليزي القانوني "Carnal Knowledge" و"Carnal Interlude". 